# Patrzyków (osada leśna w województwie łódzkim)
Patrzyków – osada leśna w Polsce położona w województwie łódzkim, w powiecie pajęczańskim, w gminie Pajęczno.
W latach 1975–1998 miejscowość położona była w województwie częstochowskim.